# Sulu Sou

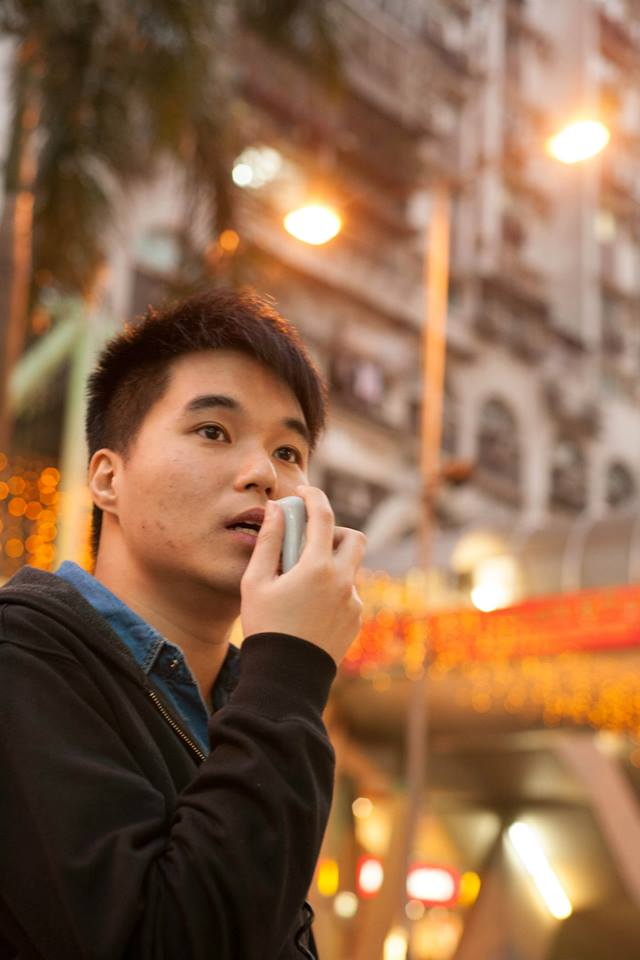
Sulu Sou Ka-hou im Jahr 2014

Sulu Sou Ka-hou  (chinesisch 蘇嘉豪 / 苏嘉豪; * 28. Juni 1991 in Portugiesisch-Macau) ist ein ehemaliger Parlamentarier aus Macau. Er war von 2017 bis 2021 Mitglied der Gesetzgebenden Versammlung Macaus.
Sou wurde im Jahr 2017 mit 9212 Stimmen als jüngstes Mitglied in die Gesetzgebende Versammlung gewählt. Er gehört der Associação Novo Macau an, deren wichtigstes Ziel eine stärkere Demokratisierung Macaus war. Hierzu zählten Direktwahlen für die gesamte gesetzgebende Versammlung als auch Direktwahlen des Regierungschefs von Macau.
2016 organisierte er eine Demonstration in der Nähe des Hauses des ehemaligen Regierungschefs Fernando Chui, die von der Regierung als illegal bezeichnet wurde. Daraufhin stimmten am 4. Dezember 2016 28 der 33 Abgeordneten dafür, Sou von der Teilnahme an den Sitzungen des Parlaments zu suspendieren und ihm damit die Immunität vor Strafverfolgung zu nehmen. Im Mai 2018 wurde er schuldig gesprochen und zu einer Strafzahlung von 40.800 Pataca verurteilt. Er erklärte daraufhin jedoch, erneut für das Parlament kandidieren zu wollen.
2021 stellte er die offizielle Anfrage an die Regierung Macaus Informationen und Publikationen auch auf Englisch zur Verfügung zu stellen. Weiterhin wurde er 2017 von der lokalen Zeitung Macau Daily Times als „Person des Jahres“ ausgezeichnet.  Vor den Parlamentswahlen in Macau im September 2021 wurde Sulu Sou vom Obersten Gerichtshof Macaus als nicht loyal genug bezeichnet, um an den Parlamentswahlen teilnehmen zu können. Neben ihm wurden mit Au Kam San und Antonio Ng zwei weitere langjährige Parlamentarier von der Teilnahme an der Wahl ausgeschlossen. Alle drei verloren daraufhin ihren Sitz im Parlament.